# 塔爾博特 (伊利諾伊州)
塔爾博特（英語：Talbott）是位於美國伊利諾伊州梅森縣的一個非建制地區。該地的面積和人口皆未知。

## 地理
塔爾博特的座標為40°30′37″N 89°47′04″W / 40.51028°N 89.78444°W，而該地的平均海拔高度為148米（即486英尺）。